# Tapoko
Tapoko est un village du département de Toussiana de la province du Houet dans la région des Hauts-Bassins au Burkina Faso.

## Géographie
Tapoko est située à 15 km au nord de Toussiana, 12 km au sud de Kourinion et à 27 km au sud d’Orodara. Le village est traversé par un marigot, le Diokouan.
Les quartiers de Tapoko sont : le centre du village communément appelé Biensou, le centre-est appelé Tientiengbèra, l’est appelé Dakara, la partie enclavée par le ravin appelée Kaani et la partie enclavée par le marigot appelée Diokaani.
Il est principalement habité par les Toussian et les Samogo.

## Histoire
Tapoko fut le premier village administratif du département de Toussiana, qui en compte actuellement quatorze et dix-sept hameaux de culture.

## Santé et éducation
Tapoko accueille un centre de santé et de promotion sociale (CSPS).